# Castello di Romena
Il castello di Romena è un fortilizio situato a Pratovecchio, frazione del comune di Pratovecchio Stia in Toscana.

## Storia
la lega suggellata del Batista;
per ch'io il corpo sù arso lasciai. (Maestro Adamo)»
(canto XXX, Divina Commedia)

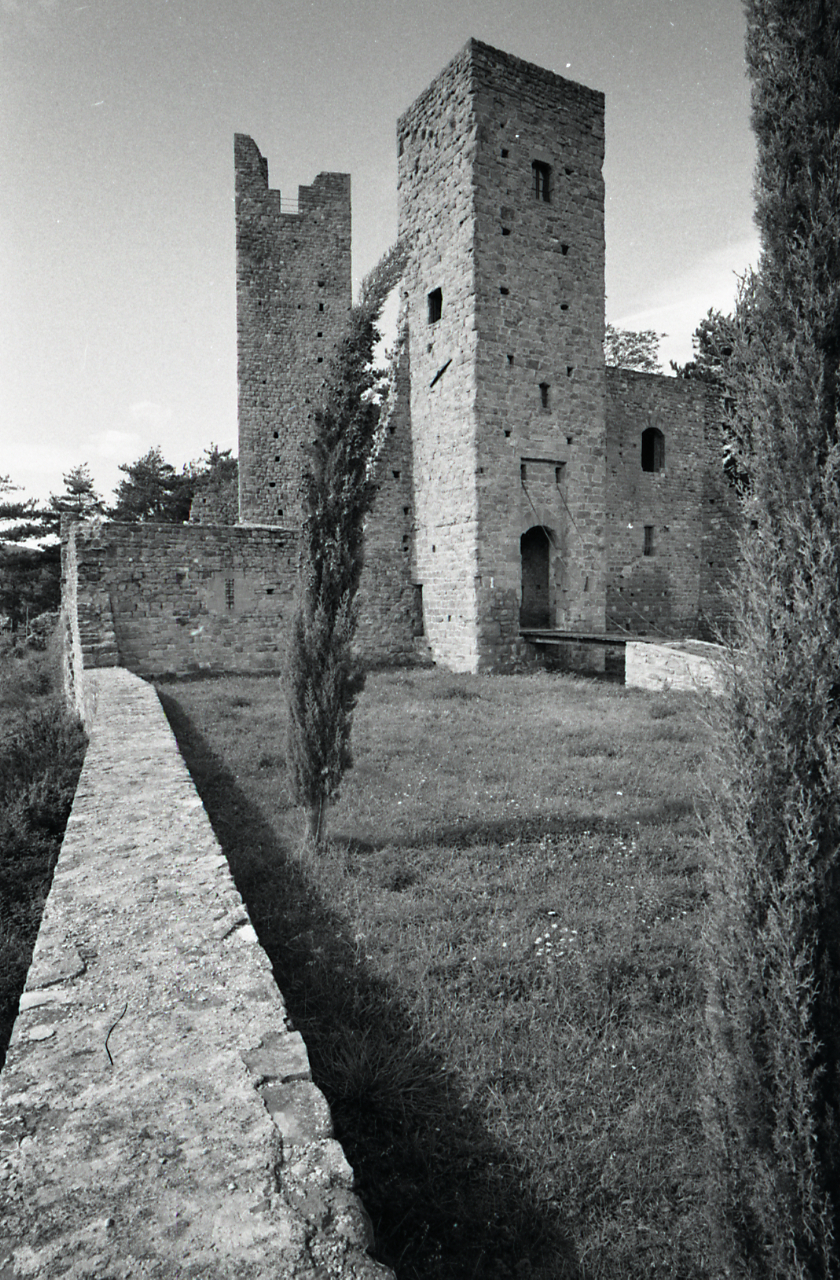
Foto di Paolo Monti, 1963

Le prime testimonianze sull'esistenza del fortilizio risalgono al 1088 quando era la residenza del conte Guido Alberto dei Marchesi di Spoleto, il quale partendo da questa rocca riuscì nel corso dell'XI secolo ad estendere i suoi domini sul Casentino. Nel XII secolo il maniero divenne proprietà dei nuovi signori della valle: i conti Guidi. Alla morte del conte Guido Guerra III (1213), i beni dei Guidi furono suddivisi tra i figli e il castello di Romena passò ad Aghinolfo, e da lui discendono i cosiddetti "conti Guidi di Romena", un ramo minore della famiglia.
L'episodio forse più celebre nella lunga storia del castello avvenne nel 1281. In quel tempo presso il castello viveva Mastro Adamo da Brescia che per conto dei Guidi di Romena, falsificava i fiorini d'oro della Repubblica di Firenze. Catturato e condannato a morte venne giustiziato nei pressi del castello nella località in seguito chiamata Omomorto; l'episodio di Mastro Adamo è riportato anche da Dante Alighieri nel canto XXX dell'Inferno.
Lo stesso Dante Alighieri è vissuto per qualche tempo nel castello al tempo del suo esilio durato dal 1301 alla morte nel 1321. Dante era in buoni rapporti con i conti Guidi che accettarono di ospitarlo e proteggerlo: va detto per amor di verità che il sommo poeta risiedette però quasi sempre nel vicino Castello di Porciano. I Guidi rimasero padroni di Romena fino al 1357 quando il castello venne acquistato dal comune di Firenze.

Stemma dei conti Guidi

Nel XIV secolo il castello aveva un aspetto molto diverso dall'attuale: era presente un palazzo signorile per i Signori ed anche un cassero qual punto di estrema difesa, era difeso da un sistema costituito da ben tre cerchie murarie e da 14 torri. All'interno del recinto murario vi erano le abitazioni per circa cento persone ed anche un ospedale per i pellegrini o per i poveri; in seguito le torri furono ridotte a cinque.
Probabilmente il numero delle torri diminuì già nel 1440 quando il castello fu conquistato e in parte distrutto dalle truppe arruolate dai Visconti, signori di Milano, guidate dal condottiero Niccolò Piccinino. Il castello pochi anni dopo tornò in mano ai fiorentini e da allora in poi seguì le vicende prima di Firenze poi del Granducato di Toscana. Un devastante terremoto nel 1579 ridusse il maniero in un rudere. Nel 1768 passò, mediante asta pubblica, ai Conti Goretti de Flamini, attuali proprietari. Ancora nel 1889 i terreni all'interno delle mura erano coltivati con viti e olivi e addossate alla seconda cerchia di mura c'erano della case da contadini. Al conte Ottaviano Flamini si deve il restauro conservativo che ha permesso al castello di salvarsi da un inesorabile degrado. Nel castello soggiornò nel 1901 Gabriele D'Annunzio che qui scrisse gran parte dell'Alcyone; durante la seconda guerra mondiale il castello venne pesantemente bombardato dall'esercito alleato per cacciare le truppe tedesche che qui si erano arroccate.

## Descrizione
Sorge in cima ad un poggio a 621 metri di altitudine, in posizione dominate sul Casentino e sul paese di Pratovecchio. Il toponimo Romena o Ormena è un vocabolo di origine etrusca. Nella zona del castello sono stati ritrovati, durante varie campagne di scavo, frammenti di vasi e vari utensili per uso domestico.
Il castello si presenta nella veste conferitole grazie ai restauri promossi dal conte Ottaviano Goretti de’Flamini. Sono ancora in piedi il cassero, tre torri e parte delle tre cerchie murarie.
L'ingresso al castello avviene a nord dalle cosiddette porta Gioiosa e porta Bacia. Al cassero si accede da una torre, dotata di ponte levatoio e fossato, e una volta all'interno si possono vistare i due nuclei della struttura: la cosiddetta casa del Podestà, palazzo residenziale dei conti Guidi di Romena dove all'interno è collocata una ricostruzione in scala del castello come appariva nel XIII secolo, e il mastio, la torre più alta e più protetta; sono anche presenti una cisterna per la raccolta delle acque piovane e un cunicolo sotterraneo che portava all'esterno.
Le mura difensive presentano ancora dei beccatelli, che hanno il compito di sorreggere il camminamento di ronda in legno, opera frutto del ripristino ottocentesco.
Tra il cassero e la terza torre superstite c'è l'ampio spazio della piazza d'armi, dove nel 1901 pose la sua tenda Gabriele D'Annunzio. L'ultima delle torri è la cosiddetta torre delle Prigioni.
Sottoposto ad importanti restauri è stato riaperto al pubblico nel 2007 ed è visitabile a pagamento.

## Galleria d'immagini

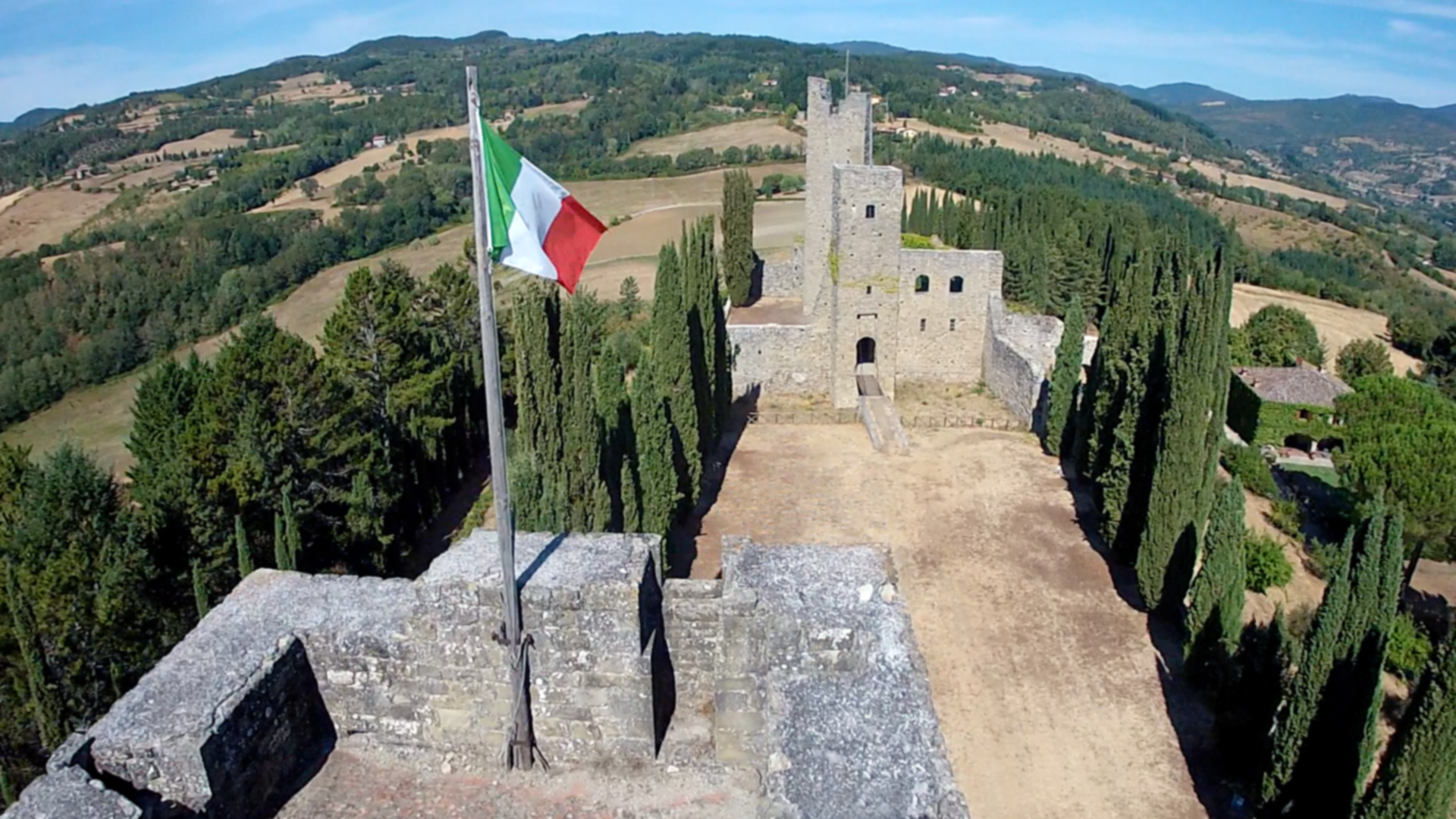
Veduta aerea
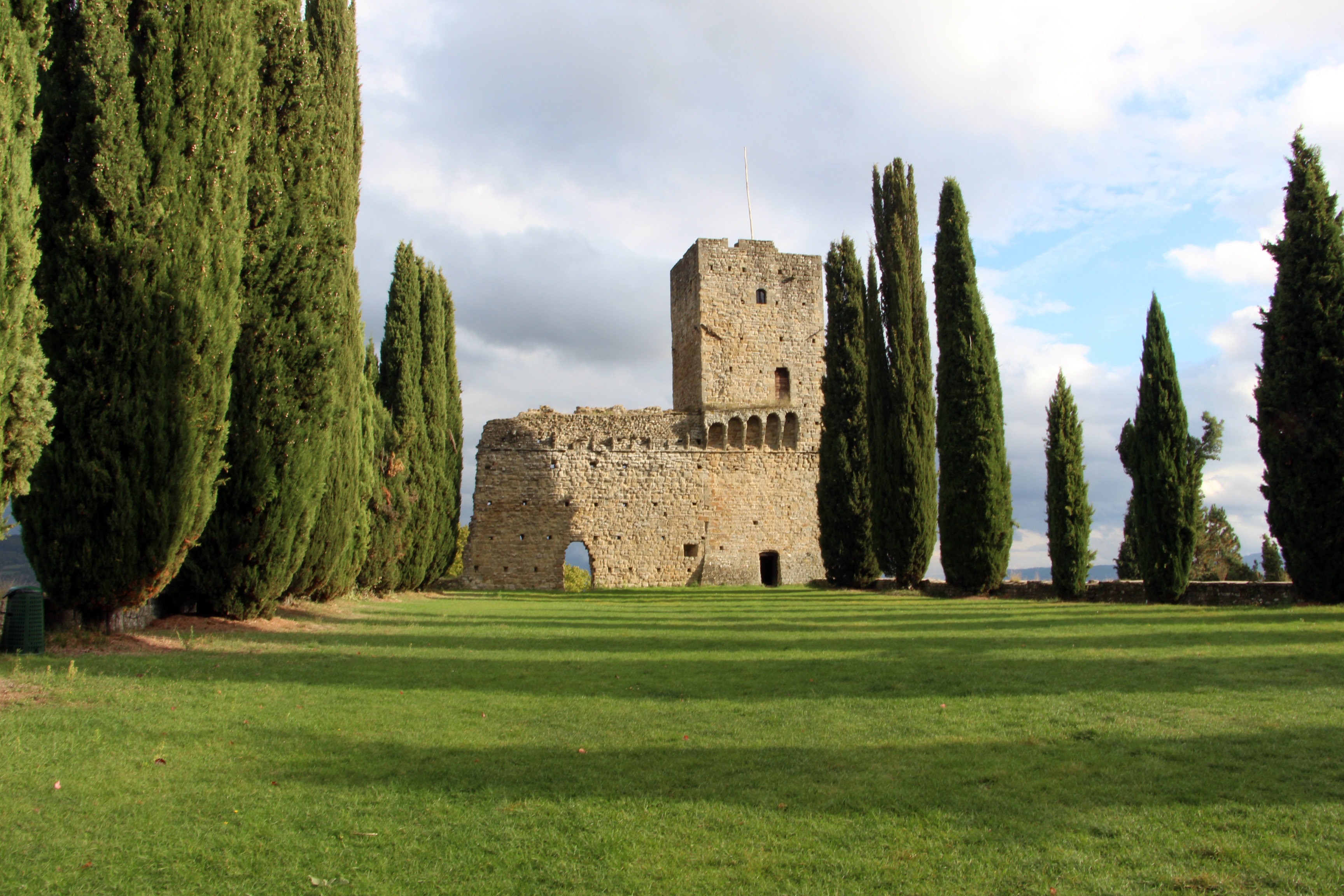
Torre delle prigioni
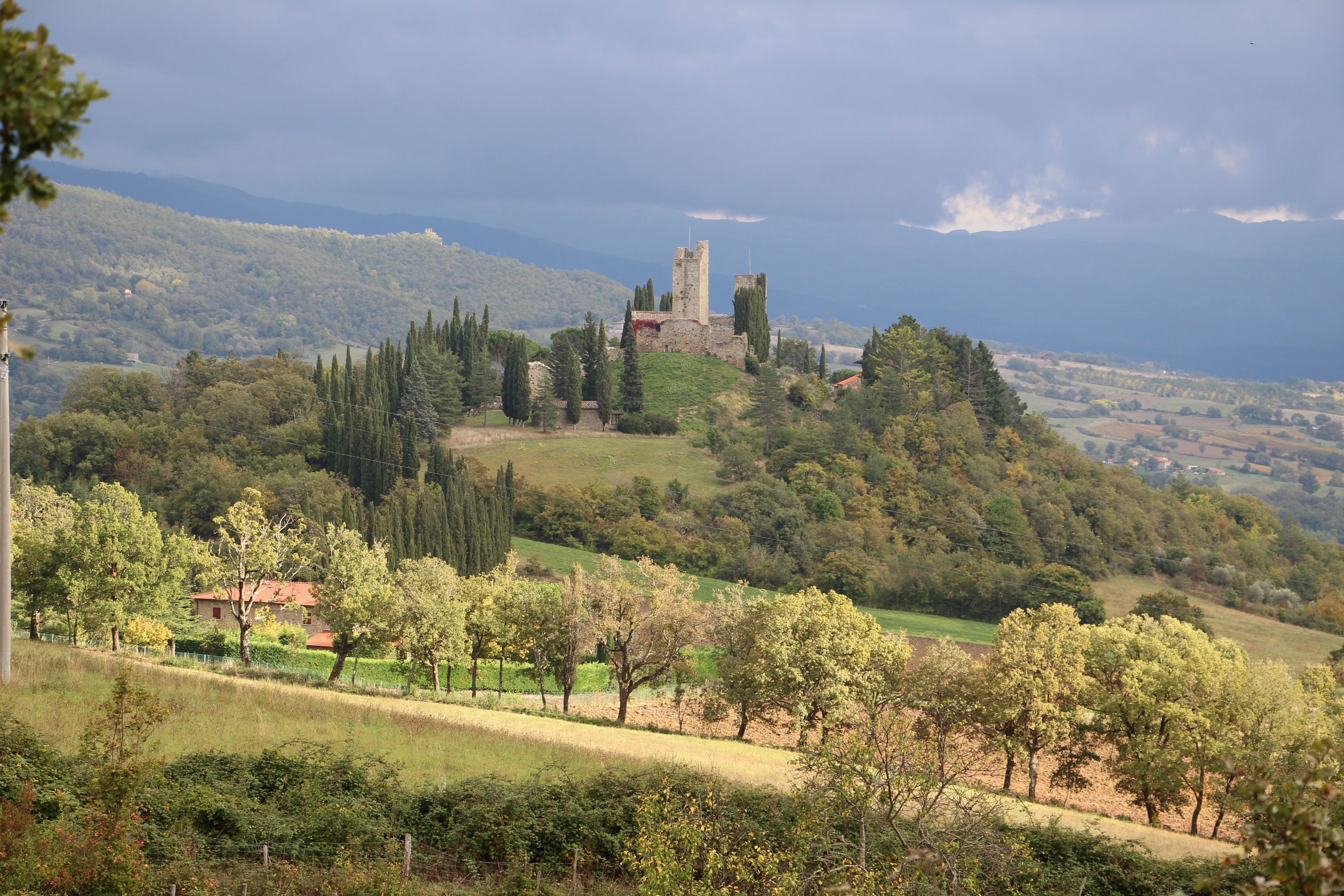
Veduta
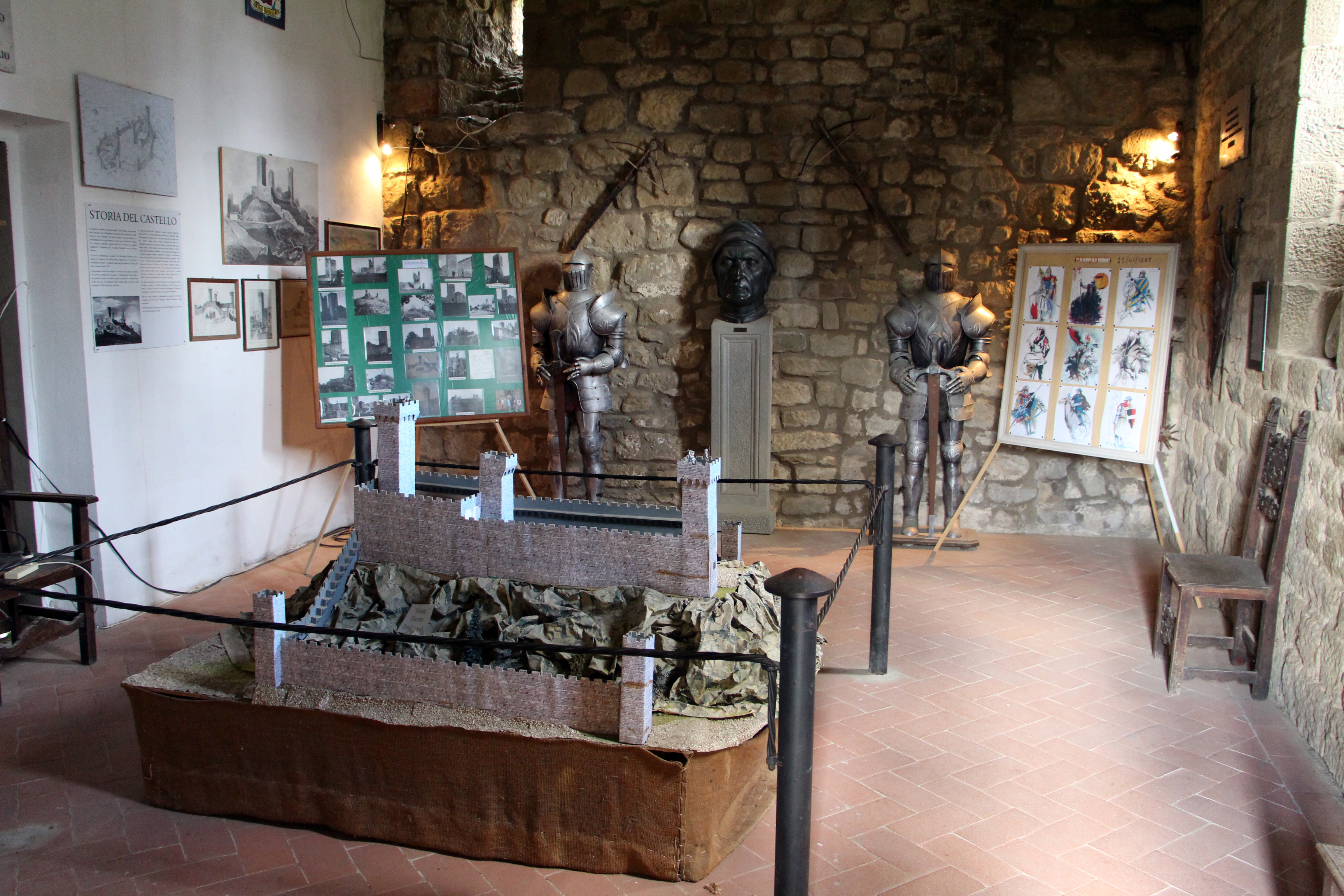
Interno